# Mark Power
Mark Power (Harpenden, 1959) es un fotógrafo británico. Es miembro de la Agencia Magnum y profesor de fotografía en la Facultad de Artes y Arquitectura de la Universidad de Brighton.  Power ha sido galardonado con el premio Terence Donovan y con una beca honorífica de la Royal Photographic Society.

## Biografía
Power nació en Harpenden, Inglaterra, en 1959. Estudió Bellas Artes en el Politécnico de Brighton (1978-1981), y luego viajó extensamente, descubriendo en el camino su interés por la fotografía. A su regreso, trabajó como freelance para varias publicaciones y organizaciones benéficas del Reino Unido.
Power estuvo en Berlín el 9 de noviembre de 1989 y fotografió la caída del muro. Más tarde publicó las fotografías en el libro Die Mauer ist Weg! (2014). Entre 1992 y 1996, se embarcó en The Shipping Forecast, un proyecto que implicaba viajar y fotografiar todas las 31 áreas cubiertas por el Shipping Forecast transmitido por la BBC Radio 4. El proyecto fue publicado como libro y resultó también en una exposición itinerante por el Reino Unido y Francia. Utilizó una autocaravana Volkswagen como medio de transporte para el proyecto, haciéndose eco del difunto Tony Ray-Jones, cuyo trabajo tiene similitudes de estilo y significado con el de Power. Entre 1997 y 2000, Power recibió el encargo de documentar la Cúpula del Milenio en Londres, un nuevo proyecto que dio lugar a otra exposición itinerante y al libro que la acompañaba, Superestructure. Por entonces sus métodos técnicos cambiaron y empezó a utilizar película en color y una cámara de gran formato. A esto le siguió el Proyecto del Tesoro, publicado en 2002, que registró la renovación del edificio del tesoro del gobierno británico en Whitehall, Londres. En 2003, emprendió un proyecto más personal, utilizando el mapa Londres A-Z como inspiración. La obra, titulada 26 Different Endings, es una colección de imágenes que examinan las áreas de los límites exteriores del mapa. El proyecto se expuso en el Centro de Arte Visual de la Universidad de Brighton, y se publicó como libro en 2007.
Entre 2006 y 2010, Power colaboró con el poeta Daniel Cockrill para documentar el aumento del nacionalismo inglés. La pareja emprendió una serie de viajes por carretera alrededor de Inglaterra, que culminó con el libro Destroying the Laboratory for the Sake of the Experiment. En 2011 recibió un encargo de Multistory para realizar un trabajo que explorara el paisaje social del Black Country a través de la fotografía y el cine. Realizó una serie de paisajes urbanos en la que las primeras impresiones de estas fotografías podrían reflejar la decadencia económica de la zona, aunque al verlas más a fondo, revelan cierto esplendor de lo olvidado y lo cotidiano; la acompañaban una serie de fotografías de calzado elegante visto desde el pavimento y con un fondo de hormigón como contraste; además realizó una serie de cortometrajes en salones de belleza, salones de tatuajes y clubes nocturnos. Finalmente, en 2014 Power comenzó una autopublicación, Globtik Books, con inició con el libro Die Mauer ist Weg!.
De 1992 y 2004 fue Senior Lecturer de fotografía en la Universidad de Brighton, convirtiéndose en ese año en profesor de fotografía hasta el presente. Entre 1988 y 2002 Power fue miembro de Network Photographers; en 2002 ingresó en Magnum Photos, pasando a ser asociado en 2005 y un miembro de pleno derecho en 2007.

## Premios y galardones
- 2000: Segundo premio en la categoría Arts and Entertainment del World Press Photo 1999, en Ámsterdam.[17]
- 2003: Premio Terence Donovan, de la Royal Photographic Society.[18]
- 2017: Beca Honoraria de la Royal Photographic Society.[19]